# Stephan Bosenius
Stephan Bosenius (geboren 1976 in Hilden) ist ein deutscher Hörspielproduzent, Autor, Herausgeber und Geschäftsführer des Hörspielverlags Titania Medien in Hilden.

## Leben und Wirken

### Hörspiel
Stephan Bosenius studierte Erziehungswissenschaft mit den Schwerpunkten Organisationsentwicklung, Qualifikationsmanagement und Psychologie an der Universität Duisburg. 2003, noch vor seinem erfolgreichen Diplomabschluss, gründete er gemeinsam mit Marc Gruppe den Verlag Titania Medien.
Seit der Umfirmierung in eine GmbH im September 2008 ist er Geschäftsführer (zusammen mit Marc Gruppe) von Titania Medien. Von 2003 bis 2025 hat er bislang in den Reihen Gruselkabinett, Sherlock Holmes, Grimms Märchen, Titania Special und Anne auf Green Gables mehr als 300 Hörspiele veröffentlicht, bei denen er auch als Produzent und Co-Regisseur tätig war. Von 2003 bis 2009 wurden seine Hörspiele in Folge in diversen Kategorien mit dem Hörspiel-Award ausgezeichnet.
Stephan Bosenius ist in mehreren Hörspielen der Reihen Titania Special, Gruselkabinett und Sherlock Holmes auch als Sprecher zu hören.

### Bücher
Stephan Bosenius ist Herausgeber und Bearbeiter der seit 2025 von Titania Medien publizierten Sherlock-Holmes-Romane.

### Privatleben
Stephan Bosenius ist Vater einer Tochter und lebt mit seiner Familie in Hilden.

## Auszeichnungen (Auswahl)
- 2021: HörKules: 1. Platz in der Kategorie „Erwachsenen-Hörbuch“ für Gruselkabinett Folge 156 Krabat (nach dem Sagenbuch des Königreiches Sachsen)[11]
- 2020: HörKules: 1. Platz in der Kategorie „Erwachsenen-Hörbuch“ für Sherlock Holmes – Die geheimen Fälle des Meisterdetektivs Folge 38 Das Haus mit den Zwingern (nach Motiven von Arthur Conan Doyle, Herman Cyril McNeile und Marc Gruppe)[12]
- 2017: HÖRkulino: 1. Platz in der Kategorie „Kinder-Hörbuch“ für Titania Special Folge 12 Das kleine Mädchen mit den Schwefelhölzern nach einer Vorlage von Hans Christian Andersen[13]
- 2015: Vincent Preis: 1. Platz in der Kategorie „Bestes deutschsprachiges Hörspiel/Hörbuch“ für Gruselkabinett Folge 96/97 Madame Mandilips Puppen nach einer Vorlage von Abraham Merritt[14]
- 2014: HÖRkulino: 1. Platz in der Kategorie „Kinder-Hörbuch“ für Titania Special Folge 9 Der Zauberer von Oz nach einer Vorlage von Lewis Carroll[15]
- 2013: Vincent Preis: 1. Platz in der Kategorie „Bestes deutschsprachiges Hörspiel/Hörbuch“ für Gruselkabinett Folge 78 Das Ding auf der Schwelle nach der Vorlage von H. P. Lovecraft[16]
- 2011: Blauer Karfunkel: 1. Platz in der Kategorie „Hörspiel“ für Sherlock Holmes – Die geheimen Fälle des Meisterdetektivs[17]
- 2010: Vincent Preis: 1. Platz in der Kategorie „Bestes deutschsprachiges Hörspiel/Hörbuch“ für Gruselkabinett Folge 44/45 Berge des Wahnsinns nach der Vorlage von H. P. Lovecraft[18]
- 2010: Deutscher Phantastik Preis: 1. Platz in der Kategorie „Bestes Hörspiel/Hörbuch“ für Gruselkabinett Folge 36/37 Das Bildnis des Dorian Gray nach der Vorlage von Oscar Wilde[19]